# Vidiago
Vidiago é uma paróquia do oriente de Astúrias, pertencente ao concelho de Llanes. Com uma superfície de 17,92 km², tem por volta de 100 habitantes.
Fica a uns 10 km da capital do concelho; dentro desta paróquia localizam-se à sua vez os lugarejos de Riegu e Puertas de Vidiago.

## Monumentos

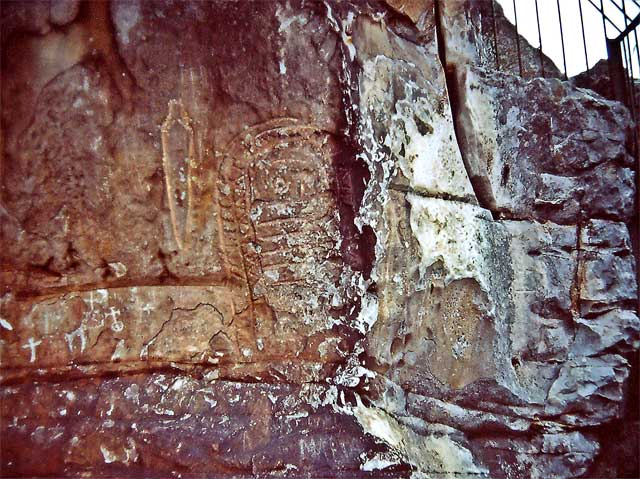
O ídolo de Penha Tú

Destacam-se os bufões de portas, uma estrutura formada pela meteorização da calcária, que forma uma perfuração na rocha até chegar ao nível do mar, engrandecendo o buraco até formar uma pequena cavidade que comunica com o exterior por um conduto por onde expulsa o ar, produzindo um assobio ou bufo que dá nome a este fenômeno. Em momentos de temporal, quando uma onda entra com força na câmara, a água ascende à pressão e forma uma fonte expulsando, além de água, areia e restos orgânicos, mesmo rochas de certo tamanho.
Em torno ao boqueirão formam-se depósitos de areias e gravas que evidenciam o funcionamento do bufão, daí o nome de Arenillas ("areinhas").
O ídolo de Penha Tú, que se encontra em El Llanu (Serra Plana de La Borbolla) é uma expressão artística da Idade do Bronze (metade do segundo milênio a.C.), estando catalogado como Bem de Interesse Cultural. A 1 de Agosto de 2006 foi inaugurado um museu no qual se explica todo o referente a este ídolo.